# The East Bay Sessions
The East Bay Sessions – nieoficjalny album zespołu Smash Mouth, wydany niezależnie w roku 1999, nagrany w roku 1997, zawierający głównie dema i niedokończone utwory oraz pierwowzory tych, które znalazły się na pierwszych dwóch longplayach zespołu: Fush Yu Mang i Astro Lounge. 

## Spis utworów
1. „Burn Cycle” - 2:36
2. „Strung” - 1:54
3. „Come On, Come On” - 2:31
4. „To Be Continued” - 2:38
5. „Solitude” - 3:07
6. „Sorry” - 3:21
7. „Trip” - 2:20
8. „Pet Names” - 2:28
9. „Get Some Hoes” - 0:16
10. „Every Word” - 2:47
11. „Nervous In The Alley” - 2:28
12. „Beer Goggles” - 2:17
13. „If You Don't” - 2:47
14. „Push” - 2:45